# Pécs 2010
Pécs 2010 was een damesbasketbalteam uit Pécs, Hongarije welke speelde in de NB I/A. De club werd opgericht in 1946.

## Geschiedenis
De club werd opgericht in 1946. Ze spelen hun thuiswedstrijden in de Lauber Dezső Sports Hall. Ze spelen sinds 1986 op het hoogste niveau van Hongarije. In 2001 en 2004 werd de club derde in de EuroLeague Women.  Pécs 2010 werd elf keer Landskampioen van Hongarije en werd elf keer Bekerwinnaar van Hongarije. In 2012 werd de club opgeheven vanwege financiële problemen.

## Erelijst
- Landskampioen Hongarije: 11
  - Winnaar: 1992, 1995, 1996, 1998, 2000, 2001, 2003, 2004, 2005, 2006, 2010
  - Tweede: 1987, 1999, 2002, 2007, 2008, 2011
  - Derde: 1985, 1994, 1997, 2009, 2012

- Bekerwinnaar Hongarije: 11
  - Winnaar: 1997, 1998, 1999, 2000, 2001, 2002, 2003, 2005, 2006, 2009, 2010
  - Runner-up: 2008, 2011

- EuroLeague Women:
  - Derde: 2001, 2004

## Bekende (oud)-spelers
- Judit Horváth
- Allison Tranquilli
- Jenny Whittle
- Jolanta Vilutytė
- Svitlana Kozatsjenko
- Jekaterina Lisina
- Maria Stepanova
- Sara Krnjić
- Vickie Johnson
- Allie Quigley

## Bekende (oud)-coaches
- Norbert Székely (2010-2013)
- László Rátgéber (1993-2008)

## Sponsor namen
- Pécsi VSK
- PVSK-Co-Order
- PVSK-Dália
- PVSK-MiZo
- MiZo-Pécsi VSK
- MiZo Pécs
- MiZo Pécs 2010
- Pécs 2010